# سامی یوسف
سیامک رادمنش (زادهٔ ۲۱ ژوئیهٔ ۱۹۸۰) با نام هنری سامی یوسف، خواننده، آهنگساز، ترانه‌سرا و تهیه‌کننده ایرانی-بریتانیایی است که در ترانه‌هایش به مضامین معنوی می‌پردازد. وی فرزند بابک رادمنش آهنگ‌ساز و ترانه‌سرای ایرانی است.
سامی یوسف معتقد به اینترناسیونالیسم اسلامی است. او از سوی مجله تایم آمریکا به عنوان «بزرگ‌ترین ستارهٔ پاپ اسلام» و از سوی مجله گاردین انگلستان «ستاره پاپ مقدس» معرفی شده‌است.
تاکنون از سامی یوسف هشت آلبوم موسیقی و چندین تک‌آهنگ منتشر شده‌است. آخرین آلبوم او «سامی» نام دارد.
همچنین آلبوم جدید سامی یوسف با نام «خلسه» در حال تولید است و احتمالاً در ماه‌های آینده از آن رونمایی می‌کند

## زندگی و فعالیت‌ها
سیامک رادمنش در ۳۰ تیرماه ۱۳۵۹ در تهران، ایران متولد شد. او فرزند بابک رادمنش است و تنها برادر او (بارُن رادمنش) نیز آهنگساز و تنظیم کننده ایرانی‌ست. سامی در ۵ سالگی به همراه خانواده‌اش برای معالجه بیماری پدرش که از سوءهاضمه رنج می‌برد به انگلستان مهاجرت کرده و در همان اوایل کودکی با سازهای پیانو، ویولن و سازهای ایرانی چون تار و سنتور آشنا می‌شود. وی در ۱۸ سالگی به فرهنگستان سلطنتی موسیقی در لندن، یکی از معتبرترین آکادمی‌های جهان در زمینه موسیقی رفت تا موسیقی را به شیوهٔ تخصصی بیاموزد.
سامی یوسف هدفش را ایجاد تفاهم بین فرهنگ‌ها از طریق ترویج ارزش‌های جهانی و تجلیل از روح انسانی می‌داند. موسیقی او غالباً در برگیرندهٔ ترانه‌هایی است با مضامین اسلامی و معنوی. وی همچنین از موضوعات اجتماعی و بشر دوستانه در موسیقی خود استفاده می‌کند.
سامی یوسف به زبان‌های انگلیسی، ترکی آذربایجانی، ترکی استانبولی، کردی سورانی، فارسی، اردو، مالایی و عربی و هندی و فارسی ترانه‌هایی خوانده‌است.

## ملیت و هویت
سامی یوسف در بیوگرافی وبگاه رسمی‌اش، خود را یک «مسلمان بریتانیایی» معرفی می‌کند.
با این تفاوت که فقط در بریتانیا بزرگ شده‌است در واقع در تهران و از والدینی با اصلیت آذربایجانی زاده‌شده‌است. او در کنفرانسی خبری در جمهوری آذربایجان گفته: «دو پدربزرگ من اهل باکو هستند. آنها به تبریز مهاجرت کردند و البته من در سال ۱۹۸۰ در تهران متولد شدم. بعداً ما به انگلستان مهاجرت کردیم و من آنجا بزرگ شدم.».
او در مصاحبه‌های متعدد خود را اینگونه معرفی کرده‌است: «ملیت من بریتانیایی است، از لحاظ فرهنگی ایرانی هستم، و از لحاظ قومیتی آذری هستم، شخصیت من مجموعه ای از اینهاست.»
سامی یوسف معتقد به اینترناسیونالیسم اسلامی است.

## ریشه نام وی
به گفته سامی یوسف نام اصلی وی سیامک رادمنش است، اما به خاطر اینکه از ۳ سالگی ساکن لندن بود و تلفظ این اسم برای انگلستانی ها سخت بوده‌است، اسمش را به سام تغییر داد. سپس در اثر اینکه خیلی‌ها او را سامی صدا می‌کردند، نام وی سامی شد.

## آلبوم‌های موسیقی

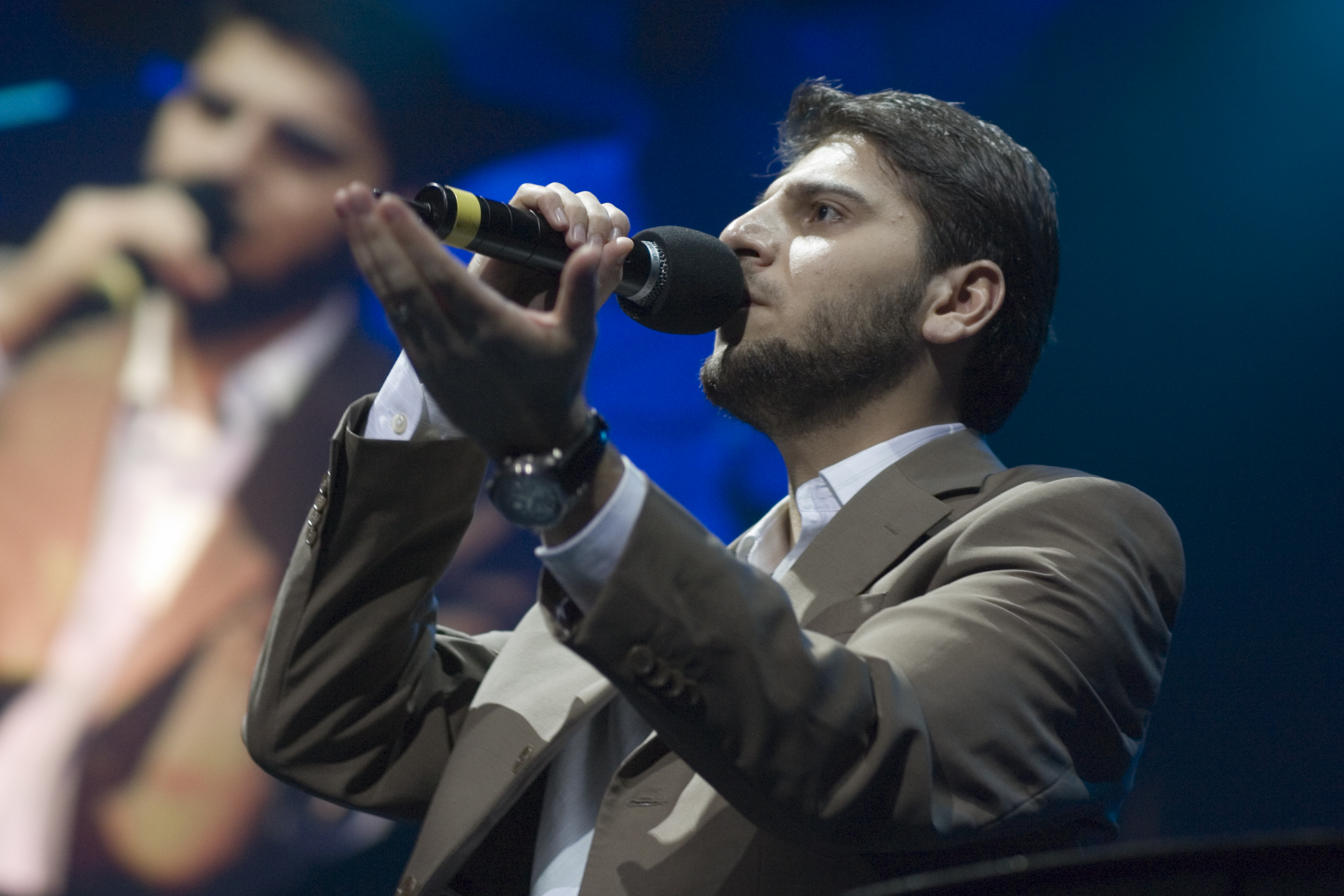
سامی یوسف در حال اجرای کنسرت در سالن کنسرت سلطنتی گلاسگو

- در سال ۲۰۰۳ اولین آلبومش را با عنوان «المعلم»[۱۲] عرضه کرد.
- سامی یوسف دومین آلبوم خود را در سال ۲۰۰۵ با نام «امت من»[۱۳] منتشر کرد. ترانه «صلوات»[۱۴] از همین آلبوم برای فیلم «بادبادک باز» به کارگردانی مارک فورستر انتخاب و قرار بر این شد که سامی یوسف ترانه جدیدی را هم برای تیتراژ پایانی این فیلم آماده کند.
- در ژانویهٔ سال ۲۰۰۹ آلبومی به نام «بدون تو»[۱۵] از طرف شرکت ضبط موسیقی طرف قراردادش منتشر شد، که سامی یوسف اعلام کرد که این آلبوم سومش نیست و در واقع نمونه کامل نشده آلبوم جدیدش است که بدون اجازه و خواست او وارد بازار شده‌است و سبب قطع همکاری اش با شرکت "Awakening" شد.[۱۶]

- آلبوم سوم سامی یوسف به نام «هرجا که هستی» در سال ۲۰۱۰ منتشر شد. این اولین همکاری سامی با شرکت ETM International بود. او در این آلبوم به بحث‌های فلسفی پرداخته و از هویت مسلمانان و تأثیرات جهانی‌سازی ترانه‌هایی خوانده‌است. از نکات جالب در این آلبوم استفاده از ترانه‌هایی به زبان‌های فارسی، ترکی، اردو، مالایی علاوه بر زبان‌های انگلیسی و عربی است.
- چهارمین آلبوم وی تحت عنوان سلام در سال ۲۰۱۲ منتشر شد. او این آلبوم را در سبک‌ها و زبان‌های مختلف شرقی و غربی اجرا کرده‌است. وی در همین آلبوم، در آهنگی به‌نام "Dryer land" به همراه استاد بابک رادمنش (پدر وی) همخوانی کرده‌است.
- پنجمین آلبوم او به‌نام مرکز در ۱۲ سپتامبر ۲۰۱۴ عرضه شد. سامی در این آلبوم به اجرای قطعات در قالب موسیقی سنتی ایران و آذربایجان پرداخته‌است. ترانه آهنگ جان جانان از همین آلبوم توسط پدر وی سروده شده‌است.
- ششمین آلبوم او با همراهی اشعار سید حسین نصر اول ژانویه ۲۰۱۵ به نام ترانه‌های راه منتشر شد. ترانه «زعشقت» در این آلبوم به زبان فارسی اجرا شده‌است.
- آلبوم هفتم وی در یک فوریه ۲۰۱۶ با نام برکت منتشر شد. سامی در این آلبوم از سبک‌های موسیقی هندی، اشعار فاخر عربی و تصنیف‌های زیبای کردی و فارسی بهره برده‌است.[۱۷][۱۸]
- آلبوم هشتم و آخرین آلبوم حاضر او به نام سامی منتشر شد. در این آلبوم کل قطعات به زبان انگلیسی خوانده شده‌است.

## تک‌آهنگ‌ها
او علاوه بر آلبوم‌هایش چندین قطعه نیز به صورت تک‌آهنگ ارائه کرده‌است.
- "هزاران بار" در سال ۲۰۰۷
- "فلسطین جاویدان" در سال ۲۰۰۸
- "هرگز فراموش نکن" در سال ۲۰۱۱
- "Hope Survives" در سال ۲۰۱۴
- "Al Faqir" در سال ۲۰۱۸
- ُ"Shine" در سال ۲۰۱۸
- «فراموشی» در سال ۲۰۱۹
- "Light upon light" در سال ۲۰۱۹
- "۹۹ اسم" در سال ۲۰۲۰
- مدد (ورژن عربی) در سال ۲۰۲۰
- "One" در سال ۲۰۲۱

## کنسرت‌ها
او تا کنون در ده‌ها کشور جهان از جمله ایالات متحده اِمریکا، بریتانیاکبیر، فرانسه، اسپانیا، کانادا، هلند، آلمان، نروژ، سوئد، آلبانی، بوسنی، دانمارک، مصر، الجزایر، اِفریقا جنوبی، ترکیه، یونان، جمهوری آذربایجان، تاجیکستان، سوریه، عربستان، قطر، امارات متحده عربی، کویت، لبنان، سنگاپور، قرقیزستان و سودان کنسرت‌هایی برگزار کرده‌است.

### کنسرت برای صلح (۲۰۰۷)
کنسرت برای صلح، در ۲۱ اکتبر ۲۰۰۷ در ورزشگاه ویمبلی در آرنا انگلستان برگزار شد. در این کنسرت که بیش از ۱۲۰۰۰ شرکت‌کننده حضور داشت، گروه موسیقی اوتلندیش از دانمارک، کریم سلما از آمریکا، سوند ریسون از کانادا و حمزه رابرتسون از انگلستان شرکت داشتند. این کنسرت توسط مؤسسهٔ اوکنینگ و مؤسسهٔ خیریه سازمان امدادرسانی اسلامی مدیریت و برگزار شد. مضمون اصلی این کنسرت دربارهٔ دارفور و صلح در آن بود که روزانه تعداد زیادی از مردم به علت درگیری‌های محلی از بین می‌روند. هدف اصلی این کنسرت جمع‌آوری کمک برای مردم این منطقه بود که تمامی درآمد حاصل از این کنسرت به مؤسسه خیریه کمک به دارفور اهدا شد و در پایان بیش از ۲٫۲ میلیون پوند جمع‌آوری شد.

### کنسرت در آذربایجان
سامی یوسف چندین بار به آذربایجان سفر کرده و در برنامه‌ها و شوهای کانال‌های تلویزیونی آذربایجان حضور داشته‌است. او دو بار در آذربایجان کنسرت برگزار کرده که آخرین آن ۱۴ و ۱۵ مارس ۲۰۱۵ در سالن کنسرت حیدر علی اف و با عنوان «ساری گلین» برگزار شد
در این کنسرت ۱۹ ترانه اجرا کرد، از جمله اجراهای او «ساری گلین»، «جان آذربایجان»، «آیریلیق»، «گئتمه گئتمه» و «کوچه لره سو سپمیشم» بود. در طی اجرای این کنسرت با چهره‌های مشهور فرهنگی آذربایجان از جمله عالیم قاسیم اف و نیز غنیره پاشایوا دیدارهایی داشت.
کنسرت اول او در آذربایجان در نوامبر ۲۰۰۶ اتفاق افتاد. در آن کنسرت که با مشارکت استودیو حلال و مؤسسه وحدت اجتماعی در سالن کنسرت ایدمان ترتیب داده شده بود، برای اولین بار ترانه «جان آذربایجان» را اجرا کرد.

### کنسرت در ایران
در سال ۱۳۹۳ خبرهایی از برگزاری کنسرت سامی یوسف در شهرهای مختلف ایران منتشر شد، اما این خبر توسط شرکت اندانته رکوردز (شرکت مدیریت و انتشار آثار سامی یوسف) به صورت رسمی تکذیب شد.
هرچند دقیقاً یک ماه قبل از انتشار این خبر توسط شرکت اندانته رکوردز، پدر او نیز این خبر را تکذیب کرده بود.
سامی یوسف طی انتشار ویدئویی در سایت آپارات از مردم خواسته که بلیت چنین کنسرت‌هایی را خریداری نکنند و ابراز امیدواری کرده‌است که روزی در ایران طی یک دعوت و کنسرت رسمی مردم ایران را ملاقات کند.

### کنسرت در فلسطین
سامی یوسف در تاریخ دوشنبه ۱۵ تیر ۱۳۹۴ به دعوت شهرداری شهر ناصره در فلسطین کنسرتی برگزار کرد. شهر ناصره شهری عرب‌نشین در فلسطین است که ۶۰ درصد ساکنان آن را فلسطینی‌ها تشکیل می‌دهند و به عنوان متحدان عربی فلسطین شناخته می‌شوند.
این کنسرت به مناسبت ماه مبارک رمضان تشکیل شده بود.
وی در پیامی بعد از این کنسرت می‌گوید:"برادران و خواهران عزیز من در شهر ناصره و همه فلسطینی‌ها، از شما برای اینکه به من اجازه دادید مدت کوتاهی را با شما بگذارنم بسیار ممنونم. دیدن این شهر بسیار زیبا برای من شگفت‌انگیز بود و امیدوارم که روزی دنیا بتواند آن چیزی که من از سرزمین زیبا شما و مردمش دیدم را ببیند. چیزهای زیادی وجود دارد که می‌توان از شما یادگرفت.
بعضاً من اینچنین انرژی، عشق و روح جمعی و هم‌سازی دینی را مشاهده می‌کنم. اروپا و بسیاری از دنیا می‌توانند چیزهایی را از شما یاد بگیرند. من باید از شهرداری برای دعوتم و نمایش فراوان دوستی و عشق تشکر کنم. تا بار دیگر، من شما را به خدا می‌سپارم و دعا می‌کنم. همدیگر را به زودی با عشق و دعا می‌بینیم."
سامی یوسف در هنگام برگزاری این کنسرت چفیه‌ای منتسب به فلسطینیان و عرب‌های ساکن سرزمین‌های اشغالی بر روی شانه‌های خود انداخته بود.
با این حال کنسرت او با واکنش‌های متفاوتی در صفحات اجتماعی مواجه شد. هر چند که تعداد زیادی از هواداران او از برگزاری این کنسرت ابراز خوشحالی کرده‌اند اما در مقابل تعداد دیگری هم نسبت به برگزاری این کنسرت در شهر ناصره اعتراض داشتند. علت اعتراض آنان به واقع شدن شهر ناصره در خاک اشغال شده فلسطین توسط اسرائیل برمی‌گردد. برخی چفیه را به عنوان یکی از نمادهای اصلی مقاومت اسلامی می‌شناسند و این اقدام سامی یوسف را اعتراضی زیرکانه و نرم دانستند.
البته پیش از این هم عده‌ای خواهان شفافیت بیشتر مواضع سامی یوسف نسبت به اسرائیل و فلسطین شده بودند.

## آلبوم‌ها
| اطلاعات آلبوم |
| --- |
| معلم (Al-Muallim) - ارائه شده در: ژوئیه ۲۰۰۳ - جمع فروش: ۳ میلیون نسخه - تک‌آهنگ‌ها: Al-Muallim Supplication         |
| امت من (My Ummah) - ارائه شده در سپتامبر ۲۰۰۵ - جمع فروش: ۴ میلیون نسخه - تک‌آهنگ‌ها: Hasbi Rabbi Mother Munajat     |
| هر کجا که هستی (WHEREVER YOU ARE) - ارائه شده در ۲۰۱۰ - جمع فروش: ۵ میلیون نسخه - تک‌آهنگ‌ها: Healing You Came to Me |
| سلام (Salaam) - ارائه شده در ۲۰۱۲ - تک‌آهنگ‌ها: the source I'm Your Hope Hear Your Call                              |
| مرکز (Centre) - ارائه شده در ۲۰۱۴ - تک‌آهنگ‌ها: Sari gelin The key                                                   |
| برکت (Barakah) - ارائه شده در ۲۰۱۶                                                                                 |